# Pleurotus columbinus
Pleurotus columbinus är en svampart som beskrevs av Quél. 1881. Pleurotus columbinus ingår i släktet Pleurotus och familjen musslingar.   Inga underarter finns listade i Catalogue of Life.